# Temporada 1971-72 de Los Angeles Lakers
La temporada 1971-72 fue la vigésimo cuarta de los Lakers en la NBA, y la decimosegunda en su ubicación en Los Ángeles, California. La temporada regular acabaron con 69 victorias y 13 derrotas, ocupando el primer puesto de la Conferencia Oeste y clasificándose para los playoffs, proclamándose campeones tras derrotar en las Finales a los New York Knicks.

## Elecciones en elDraft
| Ronda | Puesto | Jugador      | Posición | Nacionalidad   | Universidad |
| ----- | ------ | ------------ | -------- | -------------- | ----------- |
| 1     | 13     | Jim Cleamons | Base     | Estados Unidos | Ohio State  |
| 4     | 64     | Roger Brown  | Pívot    | Estados Unidos | Kansas      |

## Temporada regular
| División Pacífico       | División Pacífico | División Pacífico | División Pacífico | División Pacífico | División Pacífico | División Pacífico | División Pacífico | División Pacífico |
| Equipo                  | G                 | P                 | %                 | PD                | Casa              | Fuera             | Neutral           | Div               |
| ----------------------- | ----------------- | ----------------- | ----------------- | ----------------- | ----------------- | ----------------- | ----------------- | ----------------- |
| y-Los Angeles Lakers    | 69                | 13                | .841              | –                 | 36–5              | 31–7              | 2–1               | 21–3              |
| x-Golden State Warriors | 51                | 31                | .622              | 18                | 27–8              | 21–20             | 3–3               | 14–10             |
| Seattle SuperSonics     | 47                | 35                | .573              | 22                | 28–12             | 18–22             | 1–1               | 12–12             |
| Houston Rockets         | 34                | 48                | .415              | 35                | 15–20             | 14–23             | 5–5               | 9–15              |
| Portland Trail Blazers  | 18                | 64                | .220              | 51                | 14–26             | 4–35              | 0–3               | 4–20              |

## Playoffs

### Semifinales de Conferencia
Los Angeles Lakers vs. Chicago Bulls 
| Fecha       | Partido                                   | Ciudad      |
| ----------- | ----------------------------------------- | ----------- |
| 28 de marzo | Los Angeles Lakers 95, Chicago Bulls 80   | Los Ángeles |
| 30 de marzo | Los Angeles Lakers 131, Chicago Bulls 124 | Los Ángeles |
| 2 de abril  | Chicago Bulls 101, Los Angeles Lakers 108 | Chicago     |
| 4 de abril  | Chicago Bulls 97, Los Angeles Lakers 108  | Chicago     |
|             | Los Angeles Lakers gana las series 4-0    |             |

### Finales de Conferencia
Milwaukee Bucks vs. Los Angeles Lakers
| Fecha       | Partido                                     | Ciudad      |
| ----------- | ------------------------------------------- | ----------- |
| 9 de abril  | Los Angeles Lakers 72, Milwaukee Bucks 93   | Los Ángeles |
| 12 de abril | Los Angeles Lakers 135, Milwaukee Bucks 134 | Los Ángeles |
| 14 de abril | Milwaukee Bucks 105, Los Angeles Lakers 108 | Milwaukee   |
| 16 de abril | Milwaukee Bucks 114, Los Angeles Lakers 88  | Milwaukee   |
| 18 de abril | Los Angeles Lakers 115, Milwaukee Bucks 90  | Los Ángeles |
| 22 de abril | Milwaukee Bucks 100, Los Angeles Lakers 104 | Milwaukee   |
|             | Los Angeles Lakers gana las series 4-2      |             |

### Finales de la NBA
Los Angeles Lakers vs. New York Knicks
| Fecha       | Partido                                     | Ciudad      |
| ----------- | ------------------------------------------- | ----------- |
| 26 de abril | Los Angeles Lakers 92, New York Knicks 114  | Los Ángeles |
| 30 de abril | Los Angeles Lakers 106, New York Knicks 92  | Los Ángeles |
| 3 de mayo   | New York Knicks 96, Los Angeles Lakers 107  | Nueva York  |
| 5 de mayo   | New York Knicks 111, Los Angeles Lakers 116 | Nueva York  |
| 7 de mayo   | Los Angeles Lakers 114, New York Knicks 100 | Los Ángeles |
|             | Los Angeles Lakers gana las finales 4-1     |             |

## Estadísticas
| Rk | Jugador          | Edad | P  | PT | MP   | TC   | TCI  | %TC  | TL  | TLI | %TL  | RB   | AS  | FP  | PTS  |
| -- | ---------------- | ---- | -- | -- | ---- | ---- | ---- | ---- | --- | --- | ---- | ---- | --- | --- | ---- |
| 1  | Wilt Chamberlain | 35   | 82 |    | 42.3 | 6.0  | 9.3  | .649 | 2.7 | 6.4 | .422 | 19.2 | 4.0 | 2.4 | 14.8 |
| 2  | Jerry West       | 33   | 77 |    | 38.6 | 9.5  | 20.0 | .477 | 6.7 | 8.2 | .814 | 4.2  | 9.7 | 2.7 | 25.8 |
| 3  | Jim McMillian    | 23   | 80 |    | 38.1 | 8.0  | 16.6 | .482 | 2.7 | 3.5 | .791 | 6.5  | 2.6 | 2.6 | 18.8 |
| 4  | Gail Goodrich    | 28   | 82 |    | 37.1 | 10.1 | 20.7 | .487 | 5.8 | 6.8 | .850 | 3.6  | 4.5 | 2.6 | 25.9 |
| 5  | Happy Hairston   | 29   | 80 |    | 34.4 | 4.6  | 10.0 | .461 | 3.9 | 5.0 | .779 | 13.1 | 2.4 | 3.1 | 13.1 |
| 6  | Elgin Baylor     | 37   | 9  |    | 26.6 | 4.7  | 10.8 | .433 | 2.4 | 3.0 | .815 | 6.3  | 2.0 | 2.2 | 11.8 |
| 7  | Keith Erickson   | 27   | 15 |    | 17.5 | 2.7  | 5.5  | .482 | 0.4 | 0.5 | .857 | 2.6  | 2.3 | 1.7 | 5.7  |
| 8  | Flynn Robinson   | 30   | 64 |    | 15.7 | 4.1  | 8.4  | .490 | 1.7 | 2.0 | .860 | 1.8  | 2.2 | 2.2 | 9.9  |
| 9  | Leroy Ellis      | 31   | 74 |    | 14.6 | 1.9  | 4.1  | .460 | 0.9 | 1.3 | .695 | 4.2  | 0.6 | 1.6 | 4.6  |
| 10 | Pat Riley        | 26   | 67 |    | 13.8 | 2.9  | 6.6  | .447 | 0.8 | 1.1 | .743 | 1.9  | 1.1 | 1.6 | 6.7  |
| 11 | John Trapp       | 26   | 58 |    | 13.1 | 2.4  | 5.4  | .443 | 0.9 | 1.3 | .699 | 3.1  | 0.7 | 2.2 | 5.7  |
| 12 | Jim Cleamons     | 22   | 38 |    | 5.3  | 0.9  | 2.6  | .350 | 0.7 | 0.9 | .778 | 1.0  | 0.9 | 0.6 | 2.6  |

## Galardones y récords
| Jugador          | Galardón                                                             |
| Jerry West       | Mejor Quinteto de la NBA Mejor quinteto defensivo de la NBA All-Star |
| Wilt Chamberlain | Mejor quinteto defensivo de la NBA All-Star                          |
| Gail Goodrich    | All-Star                                                             |
| Bill Sharman     | Entrenador del Año de la NBA                                         |